# Strada nazionale 6 (Cambogia)

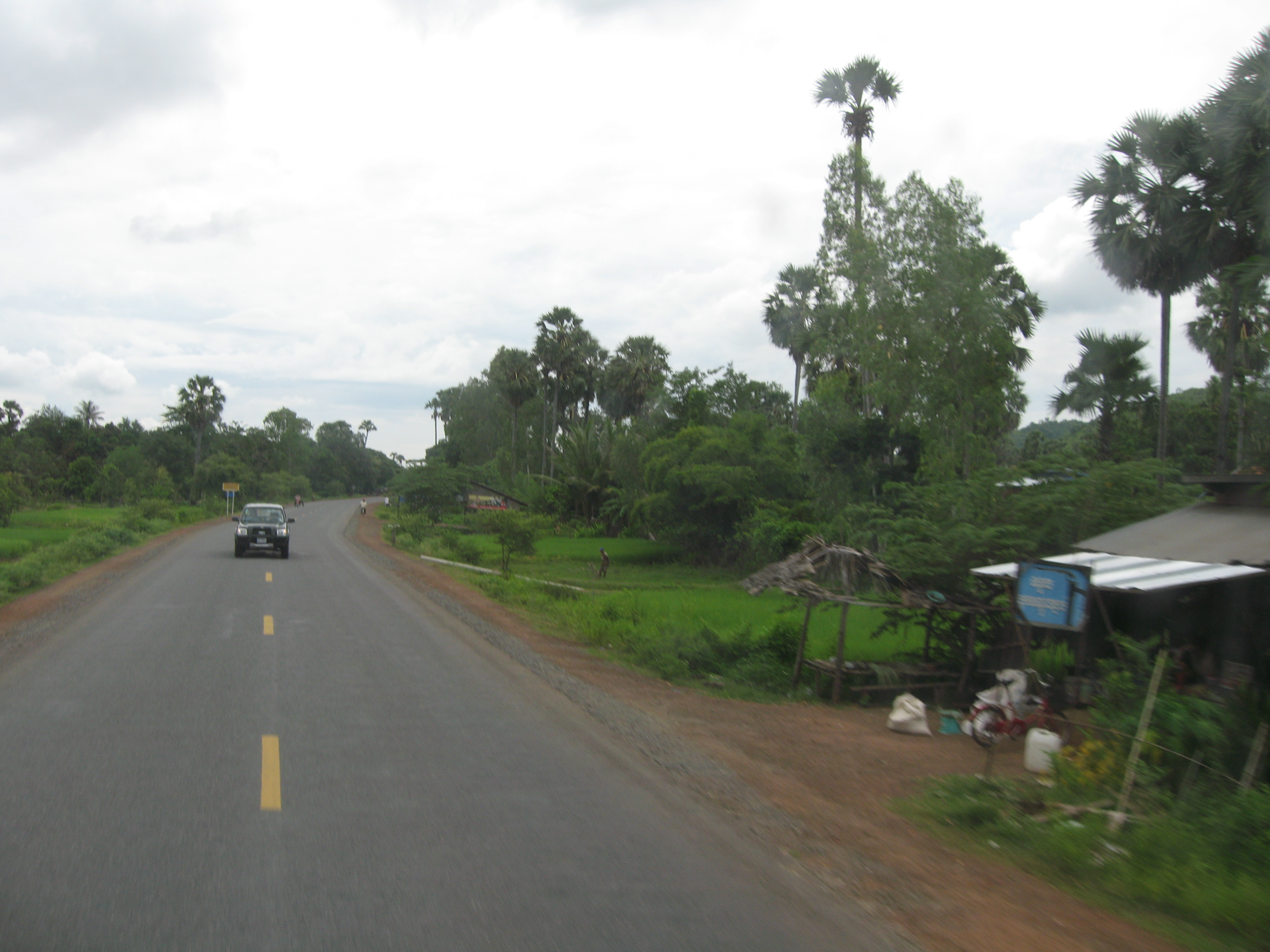
Lungo l'autostrada 6 (NH6).

La strada nazionale 6 (sulle mappe spesso indicata con NH6, "National Highway 6") è una delle arterie principali della Cambogia.
Ha una lunghezza di 416 km e connette la capitale Phnom Penh a Sisophon, costituendo una delle vie primarie di accesso a Siem Reap ed alla vicina meta turistica di Angkor, grazie anche al miglioramento delle sue condizioni negli ultimi anni.
Ha inizio dal ponte Chroy Changvar sul Tonle Sap e lungo il tragitto serve la città di Kampong Thom. Alla sua estremità settentrionale, a Sisophon, si immette nella strada nazionale 5 che porta al confine con la Thailandia.

## Strada nazionale 6A
Con la denominazione Strada nazionale 6A (oppure NH6A) viene indicato il primo tratto della NH6 che va da Phnom Penh fino alla cittadina di Skoun, punto in cui la NH6 si collega alla Strada nazionale 7. Tra il 2011 ed il 2015 questo tratto di circa 73km è stato interessato da lavori per renderla a doppia carreggiata con quattro corsie di marcia. La NH6A fa parte della Asian Higway 11 (AH11).